# Luis Fernando de Tavira Noriega
Luis Fernando de Tavira Noriega (n. Ciudad de México; 1 de septiembre de 1948) es un dramaturgo, director de teatro, ensayista y pedagogo mexicano.

## Semblanza biográfica
Durante su juventud fue seminarista. Las primeras obras que montó, fueron de teatro religioso y litúrgico, posteriormente se inclinó por las obras de Bertolt Brecht, el teatro social y el teatro político. Durante su trayectoria como dramaturgo ha puesto más de sesenta obras en escena y ha escrito trece obras teatrales.
Cofundó La Casa del Teatro en la Ciudad de México en 1994 y el Centro Dramático de Michoacán (CEDRAM) en Pátzcuaro, Michoacán, en 2003. 
El CEDRAM, por iniciativa de Luis de Tavira y Miguel Ángel “Chamaco” Cárdenas, nace de un acuerdo entre La Casa del Teatro la Secretaría de Cultura de Michoacán y el Gobierno Federal, a través del Centro Nacional de las Artes.
Con la creación del CEDRAM, Luis de Tavira y colaboradores buscarían poner en práctica lo que él mismo describe, en su ensayo “El derecho al teatro”, como un derecho de la sociedad al ser el teatro el índice más elocuente de la vitalidad espiritual de la sociedad, así como un detonador de la conciencia cultural en la realización del desarrollo social; buscando con este su presencia en donde ha permanecido ausente, para rescatar al teatro de su atonía actual y devolverle su vigencia social.
Por parte del CEDRAM, se estrena en 2005, lo que sería la evolución directa de esta visión: un programa de teatro itinerante, el cual cuenta, hasta la fecha, con tres teatros de distintas configuraciones los cuales sirven para llevar este arte a comunidades marginadas.
Fue cofundador también del Centro Universitario de Teatro de la Universidad Nacional Autónoma de México (UNAM), el cual dirigió por un período de cuatro años. Fue fundador del Taller de Teatro Épíco  de la UNAM y del Centro de Experimental Teatral del Instituto Nacional de Bellas Artes (INBA). Ha impartido conferencias, cursos y talleres de teatro, estética e historia del teatro en Italia, Costa Rica, Estados Unidos, Colombia, Cuba, Francia, Dinamarca y Argentina. También es cofundador de La Casa del Teatro, ubicada al sur de la Ciudad de México.
De 2008 a 2016 estuvo al frente de la Compañía Nacional de Teatro (CNT) como director artístico.
En 2006 fue galardonado con el Premio Nacional de Ciencias y Artes en el área de Bellas Artes por la Secretaría de Educación Pública. Es miembro del Consejo Mundial de las Artes de la Comunidad Europea y ha sido becario del Sistema Nacional de Creadores de Arte del Fondo Nacional para la Cultura y las Artes (FONCA).
En mayo de 2024 recibió la Medalla José Vasconcelo del Seminario de Cultura Mexicana.